# Ding Dong (låt av Dana International)
Ding Dong är en låt skriven och framförd av Dana International. Låten vann israeliska Kdam Eurovision, och representerade därför Israel vid Eurovision Song Contest 2011 i Düsseldorf där den slogs ut i den andra semifinalen.